# Lijst van nummer 1-hits in Italië in 1988
Deze hits stonden in 1988 op nummer 1 in de Hit Parade Italia, de bekendste hitlijst in Italië.
| Datum        | Artiest         | Titel                        |
| ------------ | --------------- | ---------------------------- |
| 2 januari    | Los Lobos       | La bamba                     |
| 9 januari    | Los Lobos       | La bamba                     |
| 16 januari   | Los Lobos       | La bamba                     |
| 23 januari   | Los Lobos       | La bamba                     |
| 30 januari   | Los Lobos       | La bamba                     |
| 6 februari   | M/A/R/R/S       | Pump up the volume           |
| 13 februari  | Renzo Arbore    | Si, la vita è tutta un quiz  |
| 20 februari  | Renzo Arbore    | Si, la vita è tutta un quiz  |
| 27 februari  | Renzo Arbore    | Si, la vita è tutta un quiz  |
| 5 maart      | Renzo Arbore    | Si, la vita è tutta un quiz  |
| 12 maart     | Massimo Ranieri | Perdere l'amore              |
| 19 maart     | Massimo Ranieri | Perdere l'amore              |
| 26 maart     | Massimo Ranieri | Perdere l'amore              |
| 2 april      | Massimo Ranieri | Perdere l'amore              |
| 9 april      | Massimo Ranieri | Perdere l'amore              |
| 16 april     | Luca Barbarossa | L'amore rubato               |
| 23 april     | Luca Barbarossa | L'amore rubato               |
| 30 april     | Luca Barbarossa | L'amore rubato               |
| 7 mei        | Luca Barbarossa | L'amore rubato               |
| 14 mei       | Eighth Wonder   | I'm not scared               |
| 21 mei       | Eighth Wonder   | I'm not scared               |
| 28 mei       | Eighth Wonder   | I'm not scared               |
| 4 juni       | Jovanotti       | Gimme five                   |
| 11 juni      | Jovanotti       | Gimme five                   |
| 18 juni      | Jovanotti       | Gimme five                   |
| 25 juni      | Jovanotti       | Gimme five                   |
| 2 juli       | Nick Kamen      | Tell me                      |
| 9 juli       | Nick Kamen      | Tell me                      |
| 16 juli      | Nick Kamen      | Tell me                      |
| 23 juli      | Nick Kamen      | Tell me                      |
| 30 juli      | Nick Kamen      | Tell me                      |
| 6 augustus   | Nick Kamen      | Tell me                      |
| 13 augustus  | Nick Kamen      | Tell me                      |
| 20 augustus  | Nick Kamen      | Tell me                      |
| 27 augustus  | Nick Kamen      | Tell me                      |
| 3 september  | Jovanotti       | Gimme five 2                 |
| 10 september | Jovanotti       | Gimme five 2                 |
| 17 september | Jovanotti       | Gimme five 2                 |
| 24 september | Jovanotti       | Gimme five 2                 |
| 1 oktober    | Jovanotti       | Gimme five 2                 |
| 8 oktober    | Duran Duran     | I don't want your love       |
| 15 oktober   | Duran Duran     | I don't want your love       |
| 22 oktober   | U2              | Desire                       |
| 29 oktober   | U2              | Desire                       |
| 5 november   | Duran Duran     | I don't want your love       |
| 12 november  | Duran Duran     | I don't want your love       |
| 19 november  | Duran Duran     | I don't want your love       |
| 26 november  | Duran Duran     | I don't want your love       |
| 3 december   | Jovanotti       | E' qui la festa              |
| 10 december  | Jovanotti       | E' qui la festa              |
| 17 december  | Francesco Salvi | C'è da spostare una macchina |
| 24 december  | Francesco Salvi | C'è da spostare una macchina |
| 31 december  | Francesco Salvi | C'è da spostare una macchina |